# Спина (Бреша)
Спина је насеље у Италији у округу Бреша, региону Ломбардија.
Према процени из 2011. у насељу је живело 307 становника. Насеље се налази на надморској висини од 187 м.